# عدد مروع
العدد المروع هو عدد صحيح يحقق الشرط التالي:
- إذا كانت كتابة 2n (في العادة بنظام العد العشري) يتكرر فيها الرقم ستة 3 مرات و المعروف بهذا العدد (666) العدد الوحش, فهذا الرقم يدعى عدد مروعا. مثلا 157 و 192:

2157 = 182687704666362864775460604089535377456991567872

2192 = 6277101735386680763835789423207666416102355444464034512896
الأعداد المروعة الأولى هي: 157, 192, 218, 220, 222, 224, 226, 243, 245, 247, 251, 278, 285, 286, 287, 312, 355, 361, 366, 382, 384, 390, 394, 411, 434, 443, 478, 497, 499, 506, 508, 528, 529, 539, 540, 541, 564, 578, 580, 582, 583, 610...